# 塞浦路斯证券交易所
塞浦路斯证券交易所（希臘語：Χρηματιστήριο Αξιών Κύπρου，缩写为ΧΑΚ），是塞浦路斯尼科西亚的一个证券交易所。塞浦路斯证券交易所于1996年3月26日正式运营。
塞浦路斯证券交易所每天的上午10:00至下午05:00进行交易；周六、周日以及节假日休息。